# St. Vinzenz-Ein Karem
St. Vinzenz-Ein Karem ist ein Heim für behinderte Kinder nahe Jerusalem, gegründet 1954.
Das Heim St. Vinzenz in Ein Karem – einem kleinen Ort in der Nähe von Jerusalem – betreut Kinder, die verschiedene geistige und körperliche Behinderungen haben, ohne Rücksicht auf ihre Religion, Herkunft oder sozialen Status. Geleitet wird das Heim von den Schwestern vom Hl. Vinzenz von Paul; finanziert und auch kontrolliert wird es vom israelischen Sozialministerium. Volontäre aus der ganzen Welt werden eingesetzt.